# Faberstown
Faberstown – osada w Anglii, w hrabstwie Hampshire, w dystrykcie Test Valley. Leży 25 km na północny zachód od miasta Winchester i 106 km na zachód od Londynu.